# 電力回路
電力回路（でんりょくかいろ）とは、電力機器・電子素子などを組み合わせて電流の通り道をつくり、目的の動作を行わせる電気回路である。設計・製作にあたっては、故障しにくいという基本条件に加え、万一の事故時もその被害が拡大しないよう安全性が考慮されていなければならない。

## 電力回路の例
- 事故時の保護装置の協調
- 電動機の始動装置
- 電源回路:インバータ・整流器の回路方式